# Глушково (Вологодская область)
Глушко́во — деревня в Белозерском районе Вологодской области. Административный центр Глушковского сельского поселения.
С точки зрения административно-территориального деления — центр Глушковского сельсовета.
Расположена на трассе Р6. Расстояние по автодороге до районного центра Белозерска составляет 7 км. Ближайшие населённые пункты — Верегонец, Колодино, Панкратовка.
Население по данным переписи 2002 года — 163 человека (72 мужчины, 91 женщина). Преобладающая национальность — русские (99 %).